# Luis Andrade Valderrama
Luis Andrade Valderrama OFM (ur. 12 stycznia 1902 w Bucaramandze, zm. 29 czerwca 1977 w Bogocie) – kolumbijski duchowny rzymskokatolicki, franciszkanin, biskup Antioquii.

## Biografia
Studiował na wyższych seminariach duchownych w Cali i Bogocie, Uniwersytecie San Antonio w Rzymie oraz na Franciszkańskim Studium Biblijnym w Jerozolimie. 7 marca 1925 otrzymał święcenia prezbiteriatu i został kapłanem Zakonu Braci Mniejszych. Od 1929 do nominacji biskupiej wykładał Pismo Święte i języki orientalne na Wyższym Seminarium Duchownym Franciszkanów (w latach 1931-1933 będąc jego rektorem).
3 marca 1939 papież Pius XII mianował go biskupem pomocniczym archidiecezji bogotańskiej oraz biskupem tytularnym dagnumskim. 21 maja 1939 przyjął sakrę biskupią z rąk nuncjusza apostolskiego w Kolumbii abpa Carlo Sereny. Współkonsekratorami byli biskup Manizales Juan Manuel González Arbeláez oraz koadiutor wikariusza apostolskiego Los Llanos de San Martín Francisco José Bruls Canisius SMM.
Pełnił także funkcję wikariusza generalnego archidiecezji bogotańskiej.
16 czerwca 1944 ten sam papież mianował go biskupem Antioquii. Zasłynął obroną liberałów w okresie reżimów prezydentów Laureano Eleuterio Gómeza Castro i Gustavo Rojasa Pinilli. Z powodu zaangażowania politycznego, musiał zrezygnować z katedry. Jego rezygnacja została przyjęta 9 marca 1955. Jednocześnie otrzymał biskupstwo tytularne Sarepta. W późniejszym okresie był m.in. kapelanem szkolnym. Nie brał udziału w soborze watykańskim II.